# Ulrich Zwetz
Ulrich „Uli“ Zwetz (* 3. Juni 1960 in Herford) ist ein deutscher Fußballkommentator.

## Leben
Bekannt ist Zwetz vor allem als Fußballkommentator bei Radio Bielefeld. Ende 1992 begann er im Rahmen eines Praktikums für den Sender zu arbeiten und wurde ein Jahr später dort freier Mitarbeiter. Zunächst kümmerte sich Zwetz um Tennis und berichtete von den Gerry Weber Open. Außerdem kommentierte er für Radio Gütersloh von den Spielen des FC Gütersloh und des SC Verl. Seit 1994 berichtet Ulrich Zwetz, zunächst zusammen mit Matze Knop von den Fußballspielen von Arminia Bielefeld. Seinen ersten Einsatz hatte er bei einem Westfalenpokalspiel in Meschede. Zwetz wird inzwischen als „Stimme Arminias“ bezeichnet. Zudem ist er bei Radio Bielefeld Nachrichtenredakteur.
Im April 2008 erlangte seine Liveübertragung vom Bundesliga-Spiel zwischen Arminia Bielefeld und dem Karlsruher SC nationale Berühmtheit. Unter anderem wurde die Reportage beim Hörfunksender 1 Live auf Platz eins der wöchentlichen „1 Live O-Ton-Charts“ gewählt, mehrmals beim Fernsehsender DSF gesendet und auch bei PREMIERE fand sie am folgenden Spieltag Beachtung.

„Und noch einmal die Chance für Eigler, der schießt. Miller häl... und da ist ein – ist ein Tor; der Ball ist im TOOR, der Ball ist im TOOR, der Ball ist im TOOR durch Leonidas, durch Leonidas. In der Nachspielzeit macht Arminia Bielefeld hier das 1:0. Unfassbare Szenen. Der Ball ist drin, der Ball ist drin, der Ball ist drin, durch Leonidas in der 92. Spielminute.“

Neuste Bekanntheit erreichte Zwetz durch seine Schlussphasenreportagen von den Heimspielen in der Saison 2012/2013 gegen Saarbrücken (3:2) und Halle (2:1), wo in der letzten Minute jeweils der Siegtreffer fiel.
Ferner veröffentlichte er 1998 das Buch „Das Geheimnis der Schrift: Zum Symptom der Bisexualität bei Clemens Brentano“, womit er den Doktortitel in Literaturwissenschaft erlangte.